# Гаврилов Анатолій Миколайович
Анатолій Миколайович Гаврилов (рос. Анатолий Николаевич Гаврилов; нар. 21 січня 1946, Маріуполь) — російський письменник і драматург українського походження.

## Біографія
Анатолій Миколайович Гаврилов народився 21 січня 1946 року в місті Маріуполь, Сталінська область, УРСР. 
Його матір померла, коли Гаврилову було чотири роки. Дитинство майбутнього письменника пройшло в родині батьків батька. 
Після закінчення школи-інтерната працював у модельному цеху на металургійному заводі ім. Ільїна. Потім служив в армії в Китомирі в ракетних військах. Коли повернувся додому, працював на тому ж заводі. З 1973 по 1979 рік Гаврилов заочно навчався в Літературному інституті ім. М. Горького. 
З 1984 року живе у Владимирі. 
З 1992 року Анатолій Гаврилов — член Союзу російських письменників, а також член російського ПЕН-клубу.

## Творчість
Свою літературну діяльність письменник поєднував з такими професіями, як методист кінопрокату, апаратник хімічного заводу, листоноша. 
Перша публікація з'явилася в газеті «Красноярский комсомолец» наприкінці 1980-х років. Наразі Гаврилов — автор чотирьох книг і численних публікацій у центральних літературних часописах «Волга», «Енисей», «Юность», «Континент», «Советская литература» тощо, а також літературних альманахів. 
Книги Анатолія Гаврилова перекладалися та видавалися в Німеччині, Італії, Фінляндії, Великобританії, США та Іспанії. 
Його творчість відноситься до так званої «нової прози» російської літератури. Тональність його творів частіше за все песимістична, герої сумні й розгублені перед новими поворотами долі. Головна тема — «безвихідь буття маленької людини». Для мінімалістської прози Гаврилова характерний граничний лаконізм словесних засобів, абсурдистський гротеск ситуацій та водночас унікальна стилістична музика.

## Нагороди
- Лауреат Премії Андрія Бєлого в номінації «Проза» (2010).
- Премія «Чехівський дар» у номінації «Незвичайний оповідач» (2011).
- Лауреат літературного конкурсу «Улов» (2002) за повість «Берлінська флейта».
- Книга «Увесь Гаврилов» увійшла до шорт-листа Премії Андрія Бєлого (2005).
- Книга «Увесь Гаврилов» стала книгою року за версією газети «Книжное обозрение» (2005).